# Линарес де ла Сиера
Линарес де ла Сиера (на испански: Linares de la Sierra) е населено място и община в Испания. Намира се в провинция Уелва, в състава на автономната област Андалусия. Общината влиза в състава на района (комарка) Сиера де Уелва. Заема площ от 29 km². Населението му е 295 души (по преброяване от 2010 г.). Разстоянието до административния център на провинцията е 118 km.

## Демография
| 1996 | 1998 | 1999 | 2000 | 2001 | 2002 | 2003 | 2004 | 2005 | 2006 |
| ---- | ---- | ---- | ---- | ---- | ---- | ---- | ---- | ---- | ---- |
| 301  | 300  | 309  | 316  | 307  | 293  | 300  | 303  | 295  |      |